# Доминион
Доминион је политички термин који се почео употребљавати од краја 19. вијека за бивше британске колоније којима је дата потпуна самоуправа – односно независност, иако су формално и надаље признавала британског монарха као свог суверена.

## Историја
Прије 1939, тај статус имале су тадашње чланице британског Комонвелта нација а то су биле Канада, Аустралија, Нови Зеланд, Јужноафричка Унија, Ирска и Њуфаундленд. Иако не постоји службена дефиниција доминиона, за његов опис карактеристична је изјава дата након Империјалне конференције 1926. у којој се описује однос између Велике Британије и њених доминиона то су аутономне заједнице унутар Британске империје, једнаке по статусу, ни на који начин потчињене једна другој у било којем аспекту њихових унутрашњих или спољних послова, али уједињене у заједничкој оданости круни и слободно повезане као чланови британског Комонвелта нација.

## Карактеристике
Главне карактеристике статуса доминиона су потпуна законодавна независност (властити парламент) као што је то било предвиђено у Вестминстерском статуту из 1931, те у извршној власти (раду владе), право министара из доминиона да се директно обрате свом суверену, претходно су то могли само преко ресорних британских министара. На међународном плану, доминиони су добили статус независних држава (осим Њуфаундленда), а то је значило да су постали чланови Друштва народа и других међународних тијела, да су могли делегирати своје амбасадоре и закључивати властите међународне уговоре. Али истовремено однос доминиона према Великој Британији и осталим доминионима није имао карактер међудржавниих односа, већ третман унутрашње политике. Након 1947. термин доминион почео је излазити из употребе, јер се сматрало у неким дијеловима свијета, да он ипак у себи носи неке елементе потлачености, тако да је одтад ушао у употребу термин чланови Комонвелта нација као политички коректнији.
Дефиниција доминиона из 1926. је измијењена - 1949, када је договорено да земље могу уживати пуноправно чланство у Комонвелту нација, иако не признају британског монарха као свог суверена. Монарх је прихваћен тек као симбол слободног удруживања независних земаља чланица и као такав остао је на челу Комонвелта нација. Индија је била прва земља која је ушла у такав измјењен Комонвелт нација, а до краја 1990-их придружило јој се и већина осталих земаља Комонвелта нација.